# Złoty Ułan
Złoty Ułan – pomnik konny odsłonięty 13 września 2014 roku w Kałuszynie (województwo mazowieckie), z okazji 75. rocznicy bitwy pod tym miastem w 1939 r. Pomnik przedstawia siedzącego na koniu ułana z wzniesioną do góry szablą, będącą sygnałem do walki.
Inicjatorem i fundatorem tego jedynego w Polsce pozłacanego pomnika był Jan Żyliński – polski biznesmen mieszkający w Londynie, syn rotmistrza Andrzeja Żylińskiego, który 12 września 1939 roku wraz z 11 Pułkiem Ułanów Legionowych rozpoczął zwycięską bitwę pod Kałuszynem.
Figura została zaprojektowana przez rzeźbiarza Roberta Sobocińskiego. Odlew z pozłacanego brązu jest osadzony na cokole obłożonym płytami z czerwonego granitu. Pomnik ma 8 metrów wysokości i waży 30 ton.

## Galeria

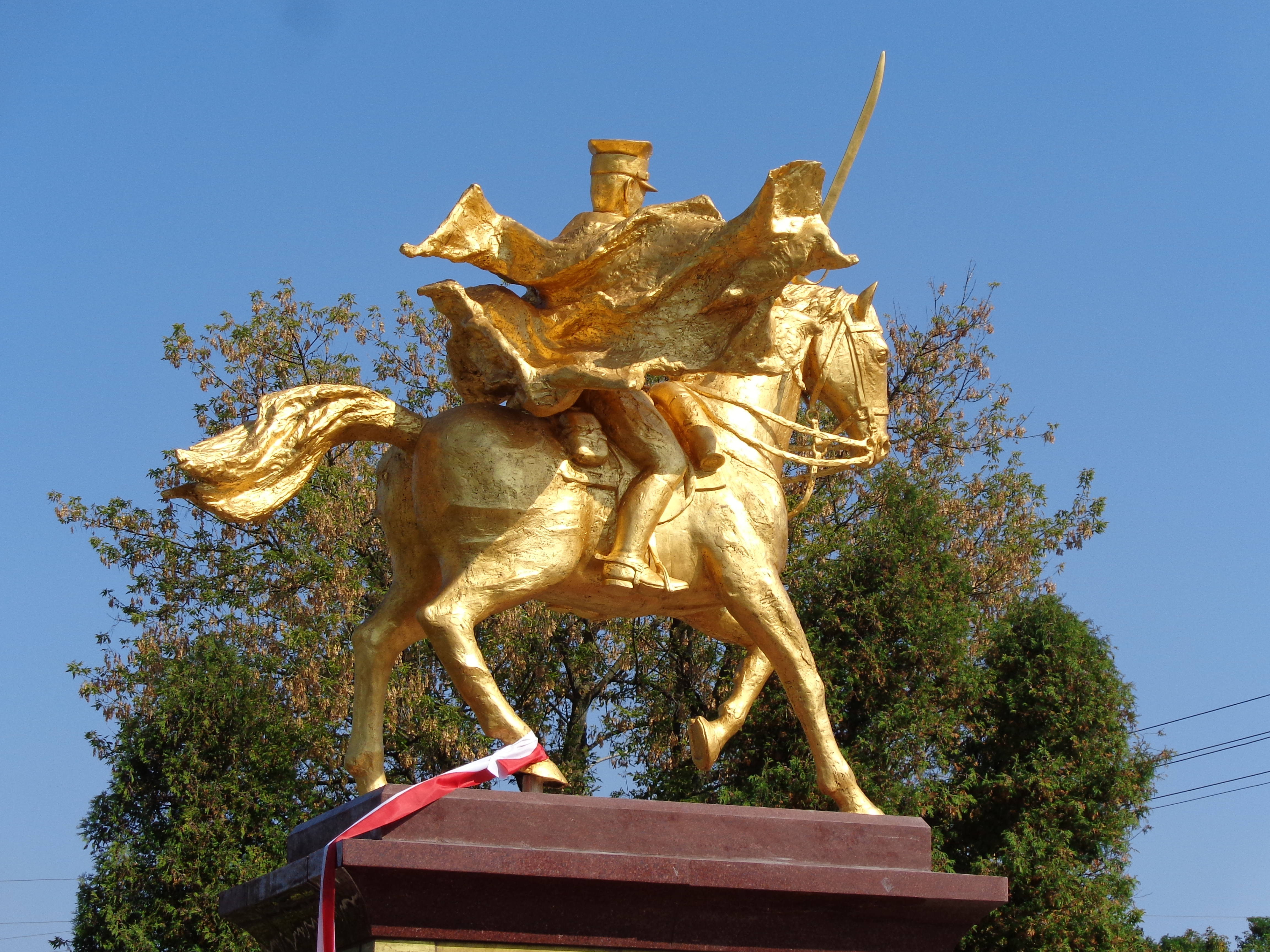
Złoty Ułan
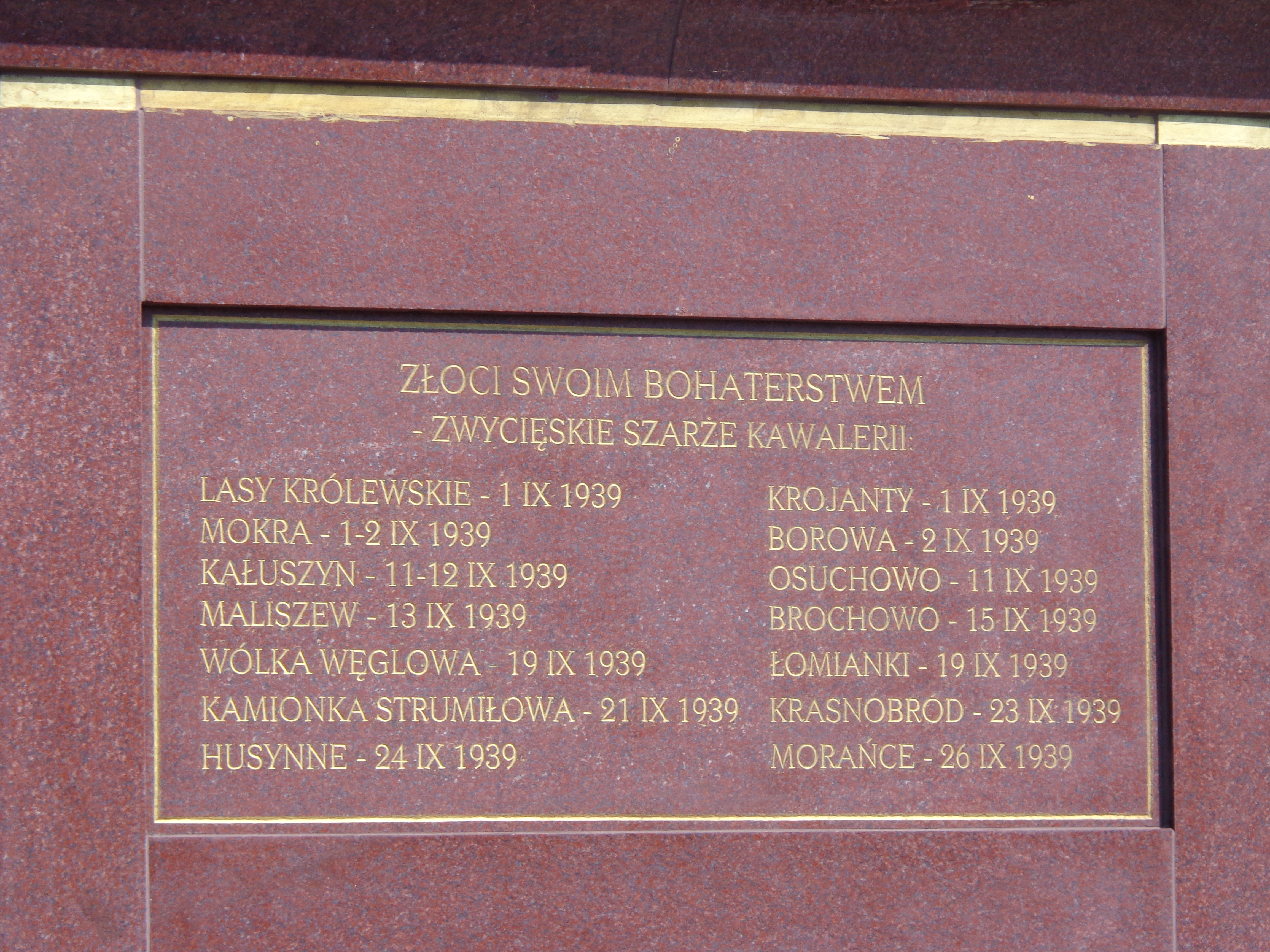
Złoty Ułan (napis na cokole)
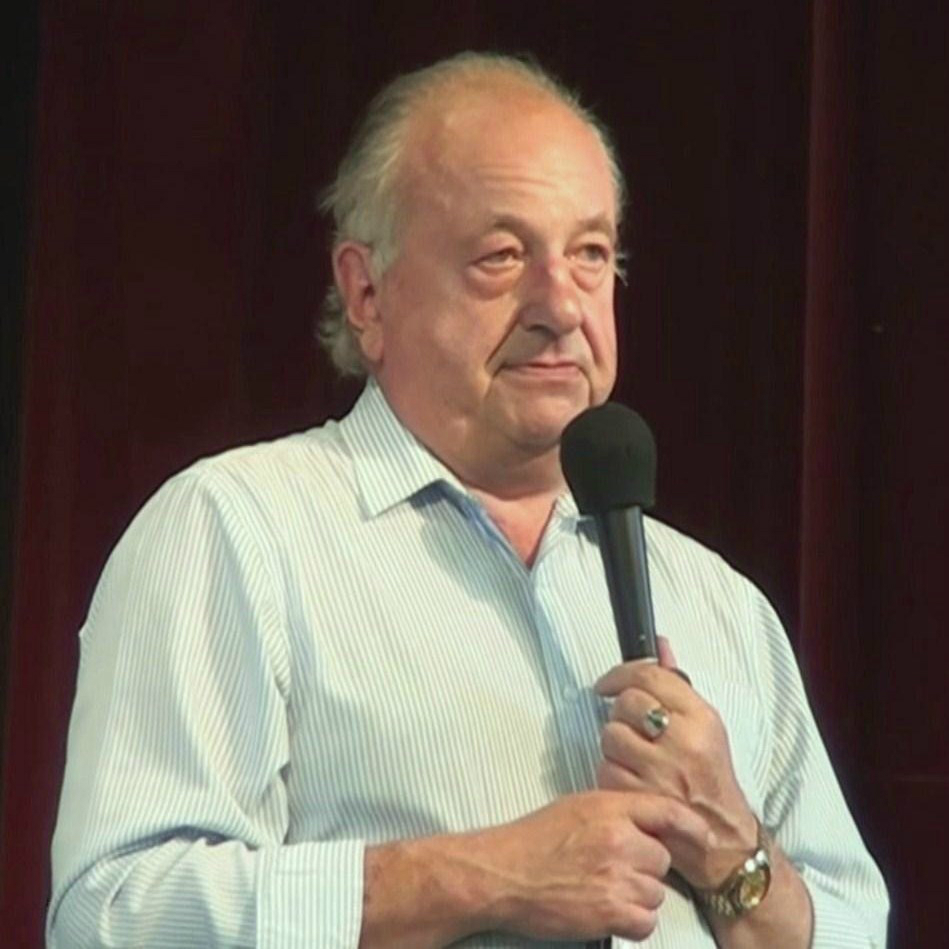
Jan Żyliński, fundator pomnika